# Ultimate Daredevil & Elektra

Ultimate Daredevil Et Elektra est une mini-série en 4 épisodes publiée entre janvier 2003 et mars 2003 dans la ligne Ultimate Marvel de Marvel Comics.
Cette mini-série raconte les origines dans l'univers Ultimate des super-héros Daredevil et Elektra.

## Équipe artistique
- Scénario : Greg Rucka
- Dessin : Salvador Larroca
- Encrage : Danny Miki

## Synopsis
Le destin croisé de deux étudiants qui feront d'eux des adversaires.

## Parution
La mini-série a été traduite en France par Panini dans Ultimate Hors-Série 1 : Daredevil et Elektra et Ultimate Hors-Série 2 : Daredevil et Elektra